# Жаберський замок
Жаберський замок, також відомий як Вишневецький замок — колишній замок біля с. Жабер Дорогичинського району Брестської області Білорусі. Існував у XVII — на початку XVIII ст. Розташоване за 3 км на північний захід від села, на правому березі Ясельди, нині урочище Замок. Належав князям Дольським, потім князям Вишневецьким.

## Опис
Прямокутне в плані укріплення (площа близько 1,5 га) з трьох боків оточене ровом (ширина до 20 м, глибина 5 м), а із заходу — річка. Посилений високий земляний вал з кутовими бастіонами та дубовим частоколом. Він був з'єднаний із укріпленим районом брамою та мостом. На території замку було дві цегляні будівлі (або дерев'яні на фундаментах) — за М. Вовком, ймовірно, палац і брама (або пороховий льох) .
Замок був побудований приблизно в кінці 16 — першій половині 17 століття, після воєн 1648–1651 та 1654–1667 рр. Був значно модернізований. У другій половині XVII ст. замок був однією з центральних резиденцій Дольських, зокрема Яна Кароля Дольського, який, мабуть, займався модернізацією. Наприкінці XVII ст. замок перейшов до Вишневецьких. У 1706 р. під час Північної війни (1700—1721 рр.) захоплений і знищений шведами на чолі з Карлом XII. Згодом відновлено і не використовується .

## Сучасність
Фундамент воріт зберігся. Територія замку, в тому числі фундації, що потерпає від «чорних копачів» .
У 2015 р., 16-17 квітня, археологи з Інституту історії НАН Білорусі провели дослідження Жаберського замку.